# Mateusz Kempski
Mateusz Kempski (* 21. März 2003 in Radomsko) ist ein polnischer Fußballspieler, der als Mittelstürmer für den Verein Sparta Katowice spielt.

## Karriere

### Verein
Kempski begann das Fußballspielen im Verein bei Skra Częstochowa und wechselte 2019 in die Jugendabteilung von GKS Bełchatów. In der Saison 2021/22 spielte er für GKS Bełchatów in der 1. Mannschaft. Sein Debüt machte er am 21. August 2021 gegen Hutnik Kraków in der 2. Liga (Polen), der dritthöchsten Spielklasse in Polen.
Am 1. September 2022 wechselte Kempski zu Widzew Łódź. Er spielte zunächst für die 2. Mannschaft von Widzew Łódź, wo er sein Debüt am 20. August 2022 machte gegen Polonia Piotrków Trybunalski, dieses Spiel endete 0:0. Nur vier Tage später traf er mit Widzew II auf seinen Ex-Verein GKS Bełchatów, Mateusz erzielte das 1:0 in der 68. Minute. Das Spiel gewann Widzew II mit 2:0. Er lief insgesamt neun Mal für die 2. Mannschaft auf und erzielte neun Tore, darunter zwei Hattricks.
GKS Bełchatów stieg mit 102 Punkten und nur zwei Niederlagen auf, die 2. Mannschaft von Widzew Łódź wurde 2. mit 99 Punkten.
Sein Debüt in der Ekstraklasa und somit für die 1. Männermannschaft von Widzew Łódź machte er am 2. Oktober 2022 gegen Raków Częstochowa, das Spiel endete 0:0.
Im Sommer 2024 wechselte Kempski zum unterklassigen Verein Sparta Katowice.